# Red podvezice
Red podvezice (izvirno angleško The Most Noble Order of the Garter) je angleški viteški red, ki je omejen na suverena, valižanskega princa in na največ 24 drugih članov, ki jih imenuje suveren.